# 南方炬燈魚
南方炬灯鱼（学名：Lampadena notialis）为輻鰭魚綱燈籠魚目灯笼鱼科的其中一種。分布于全球三大洋海域，為深海魚類，棲息深度可達0-800公尺，體長可達13.9公分。

## 扩展阅读
維基物種上的相關：南方炬灯鱼